# Kapuzinerkloster Liebfrauen

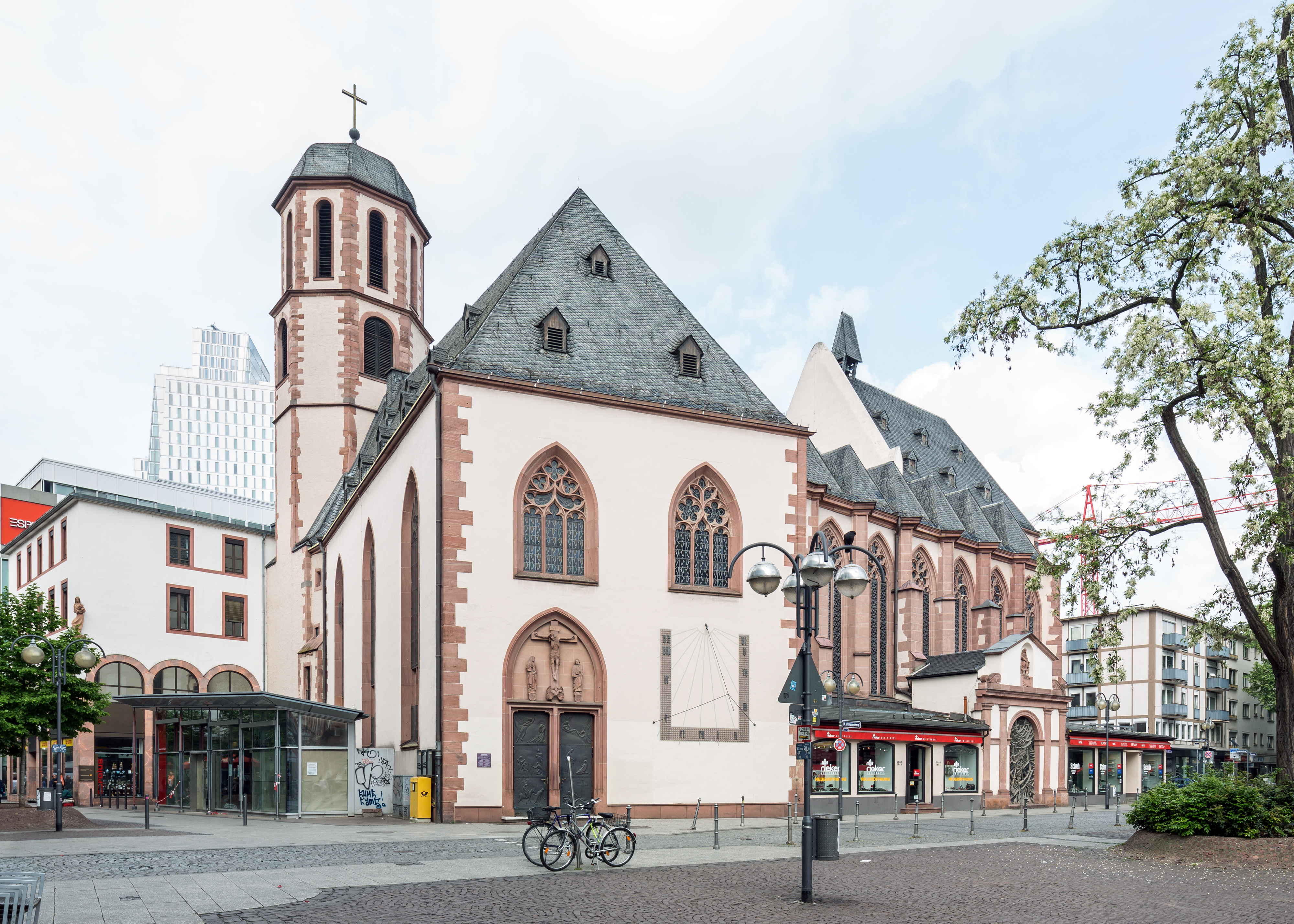
Ansicht Liebfrauenkirche von Südwesten (2014)

Das Kapuzinerkloster Liebfrauen ist ein Konvent von Kapuzinern in Frankfurt am Main. Direkt an der Liebfrauenkirche gelegen, widmet sich die Ordensgemeinschaft der Seelsorge, dem Angebot von Gottesdiensten, Beichte und der Fürsorge. Unter dem Dach der Franziskustreff-Stiftung engagiert sich der Konvent für Obdachlose und bedürftige Menschen.

## Franziskustreff
Der Franziskustreff bietet wohnungslosen und armen Mitmenschen in der Innenstadt von Frankfurt am Main ein Frühstück an und wurde im Jahr 1992 von Bruder Wendelin Gerigk ins Leben gerufen. Täglich nehmen bis zu 200 Bedürftige das Angebot wahr. Daneben bietet der Treff Sozialberatung. Rund 45 ehrenamtliche Helferinnen und Helfer unterstützen die Arbeit. Geleitet wird der Treff von Bruder Michael Wies.

## Franziskustreff-Stiftung
Mit dem Ziel die Fürsorgearbeit für Bedürftige zu verstetigen, wurde durch die Deutsche Kapuzinerprovinz die „Franziskustreff-Stiftung“ gegründet. Sie erhielt am 13. März 2013, am Tag der Wahl von Papst Franziskus, ihre Anerkennung als mildtätige und gemeinnützige Stiftung. Der Stiftung steht Bruder Paulus Terwitte vor. Er erhielt im Jahr 2018 für sein Engagement die Ehrenplakette der Stadt Frankfurt.

## Geistliches und kulturelles Leben
In der Liebfrauenkirche und den Räumen des Konvents machen die Kapuziner vielfältige Angebote, darunter Eucharistiefeiern, ökumenische Gebete, die Beichte, Schweigemeditationen, Familiengottesdienste, Seelsorge sowie einen Frauen- und Seniorentreff. Daneben stellt der Konvent jährlich ein Programm an musikalischen und kulturellen Veranstaltungen zusammen und beteiligt sich an städtischen Aktivitäten wie dem Weihnachtsmarkt oder der Luminale.